# Fortress Hill (stacja MTR)
Fortress Hill (chiński: 炮台山) – jedna ze stacji MTR, systemu szybkiej kolei w Hongkongu, na Island Line. Została otwarta 31 maja 1985. 
Znajduje się na wyspie Hongkong, obsługując obszar Fortress Hill, w dzielnicy Eastern.